# Bremen (Schiff, 1902)
Das Segelschiff Bremen war eine stählerne Bark, die von 1926 bis 1930 vor allem in der Salpeterfahrt zwischen Europa und Südamerika eingesetzt wurde.

## Technikhistorischer Kontext
Die Bark wurde zu einer Zeit gebaut, als das Ende des Segelschifffahrt bereits in Sicht war. Die Reeder schätzten zu dieser Zeit die Lage so ein, dass Segelfrachtschiffe sich nur noch lohnen würden, wenn sie quasi als schwimmende Warenlager benutzt werden konnten, in denen man die größtmögliche Menge von Gütern lagerte, während sich die Ware zusätzlich noch von einem Ort zum anderen bewegte. Zwei Dekaden später wurde ihnen klar, dass diese Einschätzung ein Fehler gewesen war und es wurden neue Schiffe gebaut, die Frachtkapazität mit Geschwindigkeit verbanden. Während der floating-tank-Periode hatte die Dampfschifffahrt allerdings schon ihre Rolle im Welthandel konsolidiert. Die Chance, dass schnelle Segelfrachtschiffe sich auf dem Markt der Trampschifffahrt behaupten konnten, war damit vertan. Die Bremen war noch keiner der extremen floating tanks; sie wurde dafür ein wenig zu früh gebaut.

## Geschichte
Das in Frankreich gebaute Schiff fuhr unter dem Namen René im Nitrathandel und wurde 1923 an die Hamburger Reederei Hans Heinrich Schmidt verkauft. Nach dem Verkauf wurde es in Lisbeth umbenannt. 1926 wurde es wiederum an die Bremer Segelschiffsreederei Seefahrt weiterverkauft und in der Werft von Joh. C. Tecklenborg in Geestemünde für den Einsatz als Frachtschulschiff umgerüstet. Am 10. April 1926 ging es unter Kapitän Otto Lehmberg (1888–1969) als Bremen von Cardiff aus in Fahrt zur Westküste Südamerikas. Bereederung und Inspektion erfolgten durch den Norddeutschen Lloyd Bremen. 1928 übernahm Kapitän Walther von Zatorski das Schiff. Die Bremen wurde vorwiegend in der Salpeterfahrt nach Chile eingesetzt.
Als Folge der Weltwirtschaftskrise wurde das Schiff 1930 außer Dienst gestellt und im Kaiserhafen von Bremerhaven aufgelegt. 1931 fiel die Entscheidung, es zum Abwracken an die Hamburger Firma Wilhelm Ritscher zu verkaufen, aber noch im Herbst 1932 lag das Schiff in Bremerhaven. Dort diente es als Drehort für den Film Das Schiff ohne Hafen mit dem damals bekannten Filmschauspieler Harry Piel in der Hauptrolle.